# Periclase

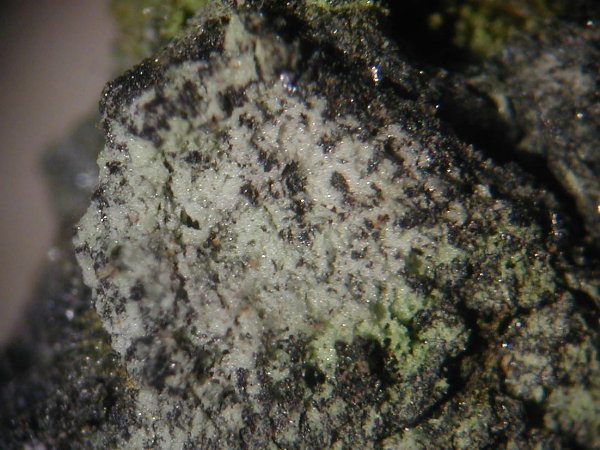
Periclase

A periclase é um mineral de óxido de magnésio. Cristaliza no sistema cúbico e pode ser encontrado em rochas metamórficas de origem dolomítica.
O nome antigo deste mineral é magnésia. Pedras da região de Magnésia em   Tessália, Grécia, continham tanto óxido de magnésio como  carbonato de magnésio hidratado, assim como  óxido de ferro  (como a magnetita).
Conhecidas na antiguidade como "pedras de Magnésia", com suas propriedades magnéticas (oriundas da magnetita, não dos compostos de magnésio) deram origem ao nome magnetismo.
É um pó branco, leve, pouco solúvel em água, inodoro com leve sabor alcalino, usado em medicina como antiácido. Também pode ser utilizado contra a  obstipação intestinal.